# Église Saint-Germain de Saint-Germain-Laprade
L'église Saint-Germain est une église catholique située sur la commune de Saint-Germain-Laprade,  dans le département de la Haute-Loire, en France.

## Historique
L'édifice est classé au titre des monuments historiques en 1907.